# Gert-Jan Duif
Gert-Jan Duif (Zaandam, 6 december 1963) is een voormalig Nederlands voetballer. Hij stond onder contract bij AZ, FC Volendam en FC Twente.

## Statistieken
| Seizoen | Club        | Land      | Competitie     | Wed. | Goals |
| ------- | ----------- | --------- | -------------- | ---- | ----- |
| 1985/86 | AZ          | Nederland | Eredivisie     | 0    | 0     |
| 1986/87 | FC Volendam | Nederland | Eerste divisie | 12   | 5     |
| 1987/88 | FC Volendam | Nederland | Eredivisie     | 25   | 6     |
| 1988/89 | FC Volendam | Nederland | Eredivisie     | 34   | 8     |
| 1989/90 | FC Twente   | Nederland | Eredivisie     | 9    | 0     |
| 1990/91 | AZ          | Nederland | Eerste divisie | 23   | 2     |
| 1991/92 | AZ          | Nederland | Eerste divisie | 30   | 8     |
| Totaal  | Totaal      | Totaal    | Totaal         | 133  | 29    |